# Korrelationsfunktion (Physik)
In der Physik vieler Teilchen definiert man die Korrelationsfunktion, um die Korrelationen zwischen Teilchen als Funktion des Abstandes zu quantifizieren. Ihr Verhalten in der Nähe von Phasenübergängen ist dabei oft von besonderem Interesse.

## Definition
Die Dichte-Dichte-Korrelationsfunktion wird definiert als
{\displaystyle {\begin{aligned}G({\vec {r}},{\vec {r}}')&=\langle [n({\vec {r}})-\langle n({\vec {r}})\rangle ][n({\vec {r}}')-\langle n({\vec {r}}')\rangle ]\rangle \\&=\langle n({\vec {r}})\,n({\vec {r}}')\rangle -\langle n({\vec {r}})\rangle \langle n({\vec {r}}')\rangle \end{aligned}}}
mit der Dichte {\displaystyle n({\vec {r}})}.
Die spitzen Klammern signalisieren eine Mittelwertbildung:
- In der Quantenmechanik durch Spurbildung:

{\displaystyle \langle {\hat {A}}\rangle =\operatorname {Tr} ({\hat {\rho }}{\hat {A}})}
mit dem Dichteoperator {\displaystyle {\hat {\rho }}};
- in der klassischen statistischen Mechanik durch die gewichtete Summe über alle möglichen Systemkonfigurationen:

{\displaystyle \langle A\rangle ={\frac {1}{\mathcal {Z}}}\sum \limits _{\text{Konfig.}}A\mathrm {e} ^{-\beta {\mathcal {H}}}}
mit
- {\displaystyle \beta ={\frac {1}{k_{\mathrm {B} }\,T}}}
  - der Boltzmann-Konstante kB
  - der absoluten Temperatur {\displaystyle T}

- {\displaystyle A} und die Hamilton-Funktion {\displaystyle {\mathcal {H}}} in der Summe hängen von der jeweiligen Systemkonfiguration ab.
- der Zustandssumme {\displaystyle {\mathcal {Z}}=\sum \limits _{\text{Konfig.}}\mathrm {e} ^{-\beta {\mathcal {H}}}}
- Unter „Systemkonfigurationen“ ist hier jeder mögliche Zustand des Systems gemeint, sodass es bei einem Vielteilchensystem aus {\displaystyle N} Spins gerade {\displaystyle 2^{N}} Kombinationen oder „Systemkonfigurationen“ gibt, z. B. beim Ising-Modell zwei Spineinstellungsmöglichkeiten, nach oben (+1) oder nach unten (−1).

## Beispiele
Für translationsinvariante Systeme ist die Korrelationsfunktion nicht von den konkreten Orten abhängig, sondern nur vom Differenzvektor:
{\displaystyle G({\vec {r}},{\vec {r}}')=G({\vec {r}}-{\vec {r}}')}
Solche Systeme sollen im Folgenden immer betrachtet werden.
Für große Abstände werden die Teilchen typischerweise unkorreliert, sodass die Korrelationsfunktion gegen null geht.
Ein typisches (aber nicht notwendigerweise vorhandenes) Verhalten ist dann ein exponentielles Abklingen gegen null, sodass man eine typische Längenskala angeben kann, auf die das System reagiert, die Korrelationslänge {\displaystyle \xi }:
{\displaystyle G({\vec {r}}-{\vec {r}}')\propto \mathrm {e} ^{-|{\vec {r}}-{\vec {r}}'|/\xi }}
Typisch für Phasenübergänge ist eine divergierende Korrelationslänge {\displaystyle \xi \to \infty } bei Annäherung an die Temperatur {\displaystyle T_{C}} des Phasenübergangs. Man definiert die relative Temperatur {\displaystyle t={\frac {T}{T_{C}}}-1}, die am Phasenübergang gegen null geht.
Oft interessiert man sich für die kritischen Exponenten, also dafür, wie schnell die Korrelationslänge oder andere Größen am Phasenübergang divergieren, z. B. {\displaystyle \xi \propto t^{-\nu }}.
- Das XY-Modell zeigt in Raumdimension {\displaystyle d=2} keinen Phasenübergang ({\displaystyle k_{\mathrm {B} }T_{C}=\pi d(d-2)=0}), dafür aber einen Übergang des asymptotischen Verhaltens der Korrelationsfunktion: Bei tiefen Temperaturen zerfällt sie algebraisch ({\displaystyle \propto \beta ^{-|{\vec {r}}-{\vec {r}}'|}} mit {\displaystyle \beta =1/(k_{\mathrm {B} }T)}), bei hohen Temperaturen exponentiell, wobei die Korrelationslänge exponentiell anwächst ({\displaystyle \xi \propto \mathrm {e} ^{\mathrm {const.} /{\sqrt {t}}}}). Man beobachtet in diesem Modell einen Kosterlitz-Thouless-Übergang.[2]
- Die Ornstein-Zernike-Theorie liefert eine Korrelationsfunktion in der Form eines Yukawa-Potentials: {\displaystyle G(r)\propto {\frac {\mathrm {e} ^{-r/\xi }}{r}}}. Dabei geht die Korrelationslänge am Phasenübergang wieder gegen unendlich und man erhält langreichweitige Korrelationen.[1]
In dieser Theorie betrachtet man auch den Strukturfaktor {\displaystyle S(q)}, die Fourier-Transformierte der Korrelationsfunktion. Er ist proportional zur Streuintensität von einfallender Strahlung. Experimentell stellt man fest, dass diese für {\displaystyle q\to 0,T\to T_{C}} beliebig groß wird, was letztlich die divergierende Korrelationslänge widerspiegelt.
Der Bezug zur Streuintensität erlaubt es auch, das Phänomen der kritischen Opaleszenz zu verstehen, bei dem ein spezielles Material beim Abkühlen zunehmend „milchig“ erscheint. Das liegt daran, dass ein solches Material durch das Abkühlen unter die kritische Temperatur kommt, sodass die Korrelationslänge so groß wird, dass sie in die Größenordnung von sichtbarem Licht kommt. Dieses wird dann so effektiv gestreut, dass man kein „klares Bild“ mehr sieht.[1]
- Die Mean-Field-Näherung für das Ising-Modell liefert eine exponentiell zerfallende Korrelationsfunktion mit kritischem Exponenten {\displaystyle \nu =1}. In Raumdimension 2 stimmt dies mit der exakten Lösung des Ising-Modells nach Onsager überein.[2] Eine Renormierungsgruppenmethode für das Ising-Modell liefert in {\displaystyle d} Raumdimensionen {\displaystyle \nu ={\frac {1}{d-1}}}.[2]